# Javornik, Štore
Javornik je naselje v Občini Štore. Ustanovljeno je bilo leta 2000 iz dela ozemlja naselja Prožinska vas. Leta 2015 je imelo 162 prebivalcev.